# 明治村 (高知県香美郡)
明治村（めいじむら）は、高知県香美郡にあった村。現在の香美市の南端、物部川の中流右岸にあたる。

## 地理
- 河川：物部川

## 歴史
- 1889年（明治22年）4月1日 - 町村制の施行により、山田村・岩積村・中野村の区域をもって発足。
- 1954年（昭和29年）9月1日 - 山田町・佐岡村・片地村・大楠植村・長岡郡新改村と合併して土佐山田町が発足。同日明治村廃止。